# 毒丸计划
毒丸计划（直译：「股东权益计划」），又称“股权摊薄反收购措施”或“股东权益计划”，是目标公司抵御恶意收购的一种防御措施，1982年由美国并购律师马丁·利普顿（Martin Lipton）发明，在美国是经过1985年特拉华州衡平法院（英語：Delaware Chancery Court）的判决才被合法化的，由于它不需要股东的直接批准就可以实施，故在八十年代后期被广泛采用。
实施毒丸计划的公司，由公司董事会事先通过一项股权摊薄条款，一旦敌意方收购公司一定比例的股份（通常是10%至20%的股份），即触发该条款生效，使公司原有股东可以较低的价格获得公司大量股份，从而抬高收购方的成本。
在过去20年里毒丸计划一直是最受欢迎的反收购措施之一，在美国曾先后有2000多家公司采用毒丸计划，2001年搜狐就通过实施毒丸计划成功击退北大青鸟的恶意收购，搜狐在2001年8月3日收盘时的市值只有4867.1万美元，但通过实施毒丸计划，使得北大青鸟的收购成本高达27.812亿美元。
毒丸计划虽是防止敌意收购的有效措施，但却不利于公司治理，阻碍资本自由流通，尤其是公司在陷入困境或发生丑闻时重组成本高昂，一些公司评估机构也往往会给那些实施毒丸防御的公司较低的评级，所以近几年来被不少公司弃用。
其他抵御恶意收购的措施还有股份回购、白衣骑士、金色降落伞、银色降落伞、皇冠上珠寶、焦土战术、帕克门、超级多数条款等等。